# Instituto Walter Eucken
El Instituto Walter Eucken (Walter Eucken Institut) es un think tank ordoliberal alemán ubicado en Friburgo de Brisgovia, Baden-Württemberg, Alemania.
El Instituto fue fundado en 1954, cuatro años después de la muerte del economista Walter Eucken, por un grupo de amigos suyos y alumnos. La creación de esta institución fue apoyada por Ludwig Erhard, entonces Secretario de Asuntos Económicos y posteriormente Canciller de Alemania Occidental. Presidentes honorarios han incluido a premios Nobel como Friedrich Hayek y James M. Buchanan.
Las investigaciones del Instituto Walter Eucken se relacionan a temas sobre economía y ciencias sociales, incluyendo la preservación y el desarrollo de un orden de libre mercado basado en teorías liberales clásicas, a las que se les suma la propia línea ordoliberal desarrollada por la Escuela de Friburgo y otros economistas relacionados al concepto de ordoliberalismo.